# Verhnokurhanne, Simferopol
Verhnokurhanne (în ucraineană Верхньокурганне) este un sat în comuna Donske din raionul Simferopol, Republica Autonomă Crimeea, Ucraina.

## Demografie
Componența lingvistică a localității Verhnokurhanne
     Rusă (78,55%)
     Ucraineană (15,71%)
     Tătară crimeeană (5,07%)
     Alte limbi (0,51%)
Conform recensământului din 2001, majoritatea populației localității Verhnokurhanne era vorbitoare de rusă (78,55%), existând în minoritate și vorbitori de ucraineană (15,71%) și tătară crimeeană (5,07%).